# Massif du Renoso
Massif du Renoso este o arie protejată (sit de importanță comunitară — SCI) din Franța întinsă pe o suprafață de 6.107 ha, integral pe uscat.

## Localizare
Centrul sitului Massif du Renoso este situat la coordonatele 42°01′56″N 9°08′42″E / 42.03222°N 9.145°E.

## Înființare
Situl Massif du Renoso a fost declarat arie specială de conservare în baza directivei 92/43 din 1992 referitoare la conservarea habitatelor naturale și a faunei și florei sălbatice pentru a proteja 1 specie de plante și 10 specii de animale.

## Biodiversitate
Situată în ecoregiunea mediteraneană, aria protejată conține 10 habitate naturale: Grohotișuri silicioase de la nivelul montan până la nivelul zăpezii (Androsacetalia alpinae și Galeopsietalia ladani), Păduri de pin (sub-) mediteraneene cu pini negri endemici, Păduri de Castanea sativa, Lande oro-mediteraneene cu formațiuni endemice de grozamă, Ape stătătoare oligotrofe până la mezotrofe, cu vegetație de Littorelletea uniflorae și/sau de Isoëto-Nanojuncetea, Pajiști alpine și subalpine calcaroase, Pante stâncoase silicioase cu vegetație casmofită, Păduri de Quercus ilex și Quercus rotundifolia, Păduri de pin mediteraneene cu pini mezogeni endemici, Liziere de ierburi înalte hidrofile de câmpie și de nivel montan până la alpin.
La baza desemnării sitului se află mai multe specii protejate:
- plante (1): Buxbaumia viridis
- amfibieni (2): Discoglossus montalentii, Discoglossus sardus
- mamifere (4): liliac cârn (Barbastella barbastellus), liliac cu urechi mari (Myotis bechsteinii), liliacul mare cu potcoavă (Rhinolophus ferrumequinum), liliacul mic cu potcoavă (Rhinolophus hipposideros)
- nevertebrate (3): croitorul mare al stejarului (Cerambyx cerdo), Papilio hospiton, Rosalia alpina
- pești (1): salmo cettii (Salmo cetti)

Pe lângă speciile protejate, pe teritoriul sitului au mai fost identificate 3 specii de plante, 1 specie de amfibieni, 8 specii de mamifere, 1 specie de nevertebrate, 1 specie de reptile.